# 田鶴翔吾
田鶴 翔吾（たづる しょうご 、1992年6月2日 - ）は、日本の俳優。兵庫県出身。マリー社所属。

## 経歴
2016年、men'sユニット「one-make」に所属。2017年、『ミュージカル テニスの王子様 3rdシーズン』に真田弦一郎役で出演。2018年、「one-make」としてのライブ活動を休止。2019年、『シメタン 締切明けの探偵』で舞台初主演。

## 人物
エキストラから芸能活動をスタート。「小学生の頃から”ウルトラマンの怪獣から逃げるエキストラ”をやっていて、非日常を体験できることが楽しくて今も続けています」と語る。
全員がエキストラ出身のmen'sユニットone-makeのメンバーの一人で「通行人が大舞台で歌う！」をコンセプトに掲げて2016年から始動。
趣味はドラム・F1観戦・日本茶巡り。2歳下の弟がいる。

## 出演

### 舞台
2016年
- 虚構のペルソナ（11月9日 - 13日）

2017年
- ミュージカル テニスの王子様 3rdシーズン - 真田弦一郎 役
  - 青学vs立海（7月14日 - 10月1日）
  - 青学vs比嘉（12月21日 - 2018年2月18日）

2018年
- ミュージカル テニスの王子様 - 真田弦一郎 役
  - TEAM Party RIKKAI（4月5日 - 8日）
  - Dream Live 2018 （5月5日 - 20日）

- Secret code 幻のゲームオーバー（7月20日 - 31日） - 戦士アーサー 役
- ミュージカル テニスの王子様 15周年記念 テニミュ文化祭（11月23日・24日）

2019年
- シメタン 締切明けの探偵（1月11日 - 20日） - 主演・金田一郎 役
- ミュージカル テニスの王子様 3rdシーズン - 真田弦一郎 役
  - 全国大会 青学vs立海 前編（7月11日 - 9月29日）
  - 秋の大運動会 2019（10月8日・9日）
  - 全国大会 青学vs立海 後編（12月19日 - 2020年2月16日）

2020年
- ミュージカル テニスの王子様 3rdシーズン Dream Live 2020（5月22日 - 31日）※新型コロナウイルス感染防止のため全公演中止
- グッバイ・エイリアン（7月8日 - 12日） - 岡安次郎 役
- 銀牙 -流れ星 銀- 牙城決戦編（10月22日 - 11月1日） - ビル 役

2021年
- 黒執事 寄宿学校の秘密（3月5日 - 4月4日）- ハーマン・グリーンヒル 役
- ギャング アワー（5月5日 - 9日）- 主演※新型コロナウイルス感染防止のため全公演中止
- Sanrio Kawaii ミュージカル From Hello Kitty（9月14日 - 26日、IHIステージアラウンド東京）- おもいやりハート 役（Wキャスト）

2022年
- ブルーピリオド The Stage （3月25日 - 4月3日） - 橋田悠 役
- 紅葉鬼 酒呑奇譚 （5月8日 - 15日） - 鷲王 役
- ｢coemiru｣ vol.1 会話劇『夏の夜道と話す猫 feat.谷川愛梨』（5月22日、YMCAアジア青少年センター スペースYホール）
- キャストサイズチャンネルpresents『2人で会話劇』（5月22日、YMCAアジア青少年センター スペースYホール）
- ワールドトリガー the Stage 大規模侵攻編（8月5日 - 21日） - 木崎レイジ 役
- ダイヤのA The MUSICAL（9月30日 - 10月10日） - 結城哲也 役
- 桜蘭高校ホスト部 ƒ（12月2日 - 18日） - 銛之塚崇 役

2023年
- 朗読劇 美男ペコパンと悪魔（3月10日・15日） - 悪魔・アスモデ 役
- HUNTER×HUNTER THE STAGE（5月12日 - 28日） - ゴトー 役
- ワールドトリガー the Stage B級ランク戦開始編（8月5日 - 27日） - 木崎レイジ 役
- 桜蘭高校ホスト部 Fine（12月2日 - 10日） - 銛之塚崇 役

2024年
- HUNTER×HUNTER THE STAGE2（3月16日 - 4月14日） - フィンクス 役
- カタバミ（6月19日 - 23日）
- ブラックジャックによろしく（7月31日 - 8月12日）
- 寝不足の高杉晋作（11月13日 - 17日）

2025年
- 舞台『刀剣乱舞』十口伝 あまねく刻の遥かへ（2月15日 - 3月16日） - 日光一文字 役
- ワールドトリガー the Stage B級ランク戦最終決戦編（4月12日 - 5月11日） - 木崎レイジ 役
- HUNTER×HUNTER THE STAGE 3（5月17日 - 6月15日） - フィンクス 役
- 伊能忠敬、測り間違えた恋の距離（2025年8月14日 - 19日〈予定〉）

### 映画
- 先生から（2019年）- 谷口一真 役[47]
- その恋、自販機で買えますか？（2023年） - 山下諒真 役[48][49]

### テレビドラマ
- テミスの求刑（2015年5月、WOWOW）

### テレビ番組
- 所さんのニッポンの出番!（TBSテレビ）
- 嵐にしやがれ（日本テレビ）
- プロ野球の妻たち（2015年、TBSテレビ）
- にっぽん！歴史鑑定（2016年7月25日、BS-TBS）- #68 聖徳太子は実在したのか⁉︎
- 一夜づけ（2017年8月6日 - 7日、テレビ東京）- ゲスト出演

### CF
- アサヒビール クリアアサヒ 糖質ゼロ
- 小田急電鉄
- TOYOTA Vitz
- P&G ファブリーズ
- 先本組「テレビ通話」篇[50]

### DVD
- Short Story 先生の愛人の子 - 谷口一真 役[51]

### イベント
- 田鶴翔吾 誕生祭!! BBQバスツアー!! （2018年6月3日）[52]
- キャスト祭ズvol.3 （2018年6月9日、晴海客船ターミナルホール）[53]
- one-make ワンマンライブ IN さいたま新都心『HEAVEN'S ROCK』（2018年8月5日）[54]
- one-make ワンマンライブ IN 大阪 『am HALL』（2018年8月11日）
- 川﨑優作 バースデーイベント2018（2018年8月18日、代々木の森 リブロホール）- ゲスト出演
- ミュージカル テニスの王子様 3rdシーズン Thank-you Festival 2020（2020年2月26日 - 3月1日）[55]※本人として登壇
- one-make メモリアルイベント（2020年9月13日、YMCA青少年センター スペースYホール）
- Xmas Party 2021（2021年12月25日、SUBIR AKASAKA TOKYO）
- From Hello Kitty アフタートークイベント （2022年1月15日）

### Web番組
- 放課後の僕ら（2018年7月 - 、ONSTAGE オンステージ[56]）
- 田鶴の茶時間（2020年5月 - 、ONSTAGE オンステージ）[57]
- ワンメハウス（2020年8月 - 、ONSTAGE オンステージ）
- ミュージカル『テニスの王子様』Dream Stream（2020年11月15日 - 21日、SUPERLIVE by OPENREC） - 真田弦一郎 役[58]
- 茶鶴ちゃんねる（2021年6月 - 、YouTube）[59]